# Sierras Pampeanas
Sierras Pampeanas es una región natural de la República Argentina.
Su área aproximada es de 300 000 km², solapándose algunas zonas del oeste de la región de las Sierras Pampeanas con algunas de las del noroeste argentino (NOA) y algunas zonas del suroeste de las Sierras Pampeanas con algunas zonas de la región del Cuyo. 
Esta región pese a su nombre, abarca zonas de penillanuras y mesetas aunque recibe el nombre por los relieves dominantes de esta región, es decir, por el conjunto de sierras (serranías) que se extienden en el centro-oeste del país, de norte a sur a través de siete provincias: Tucumán, Catamarca, La Rioja, Santiago del Estero, San Juan, Córdoba y San Luis.
Los extremos de las sierras se hunden en los bolsones y reciben el nombre de puntas. De allí que a los habitantes de la ciudad de San Luis los llamen puntanos, ya que la ciudad se ubica al pie de una punta montañosa.

## Aspectos generales

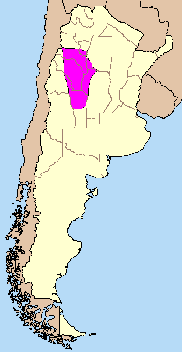
Ubicación de las sierras pampeanas dentro de Argentina.

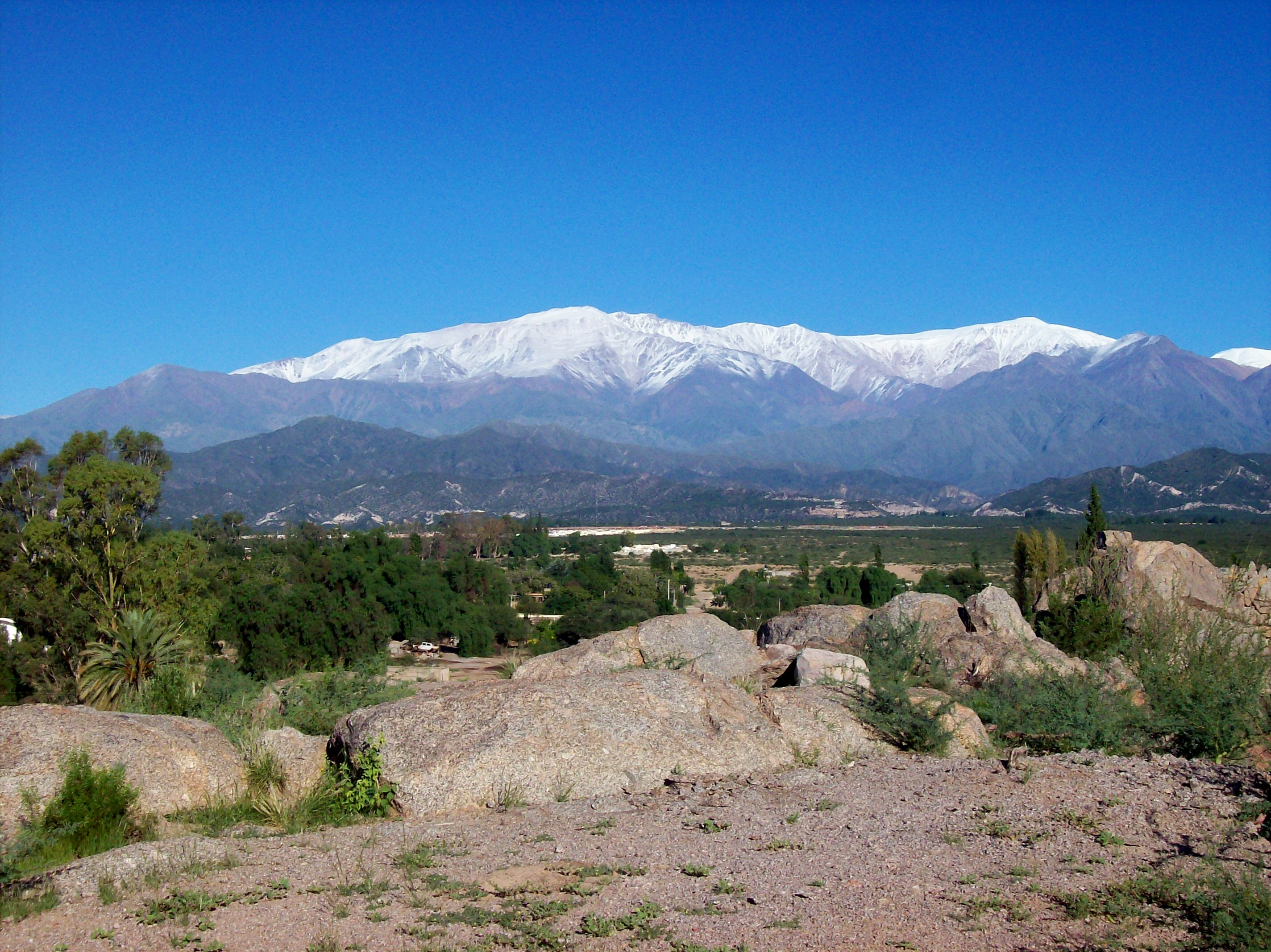
Cerro General Belgrano.

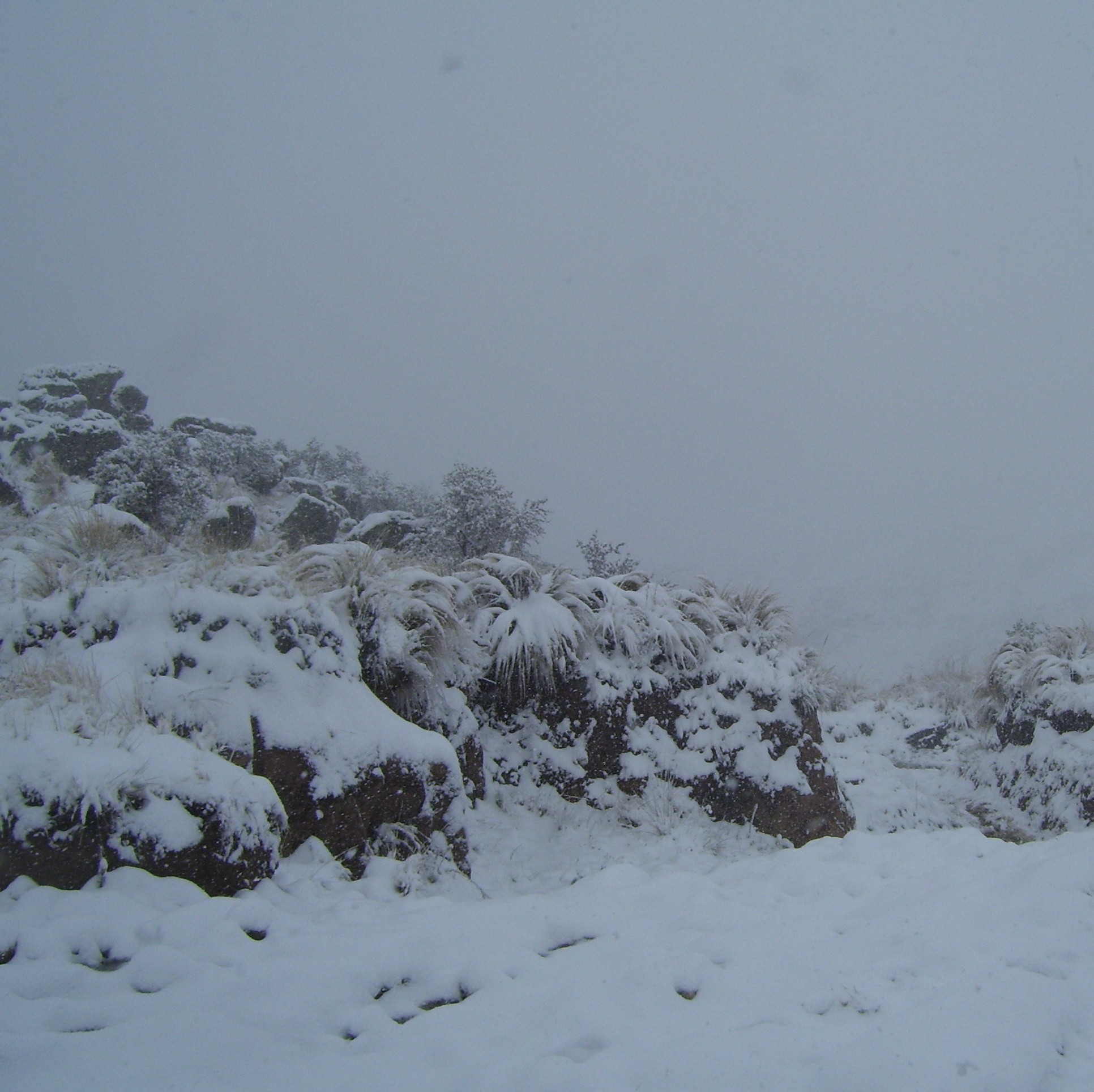
Imagen tomada en el lado oeste del cerro Champaquí tras una nevada.

La máxima altura de estas sierras se encuentra en el cerro General Belgrano ―también llamado cerro Famatina―, de 6250 m s. n. m., en la provincia de La Rioja, tal cumbre se ubica en el sector llamado sierra de Famatina. Además existen áreas deprimidas ocupadas por salinas. La depresión de las Salinas Grandes se encuentra ubicada en las provincias de Córdoba, La Rioja, Catamarca y Santiago del Estero.
Una característica de gran parte de estos cordones montañosos es su asimetría morfológica: las laderas occidentales suelen ser de pendientes bastante más abruptas que las laderas orientales, por este motivo las primeras se llaman costas o cuestas y las segundas faldas o faldeos. Los valles más estrechos si son importantes reciben el nombre de "quebradas" y si son poco importantes "abras", tales valles suelen servir de pasos entre las serranías; sus partes más estrechas reciben el nombre de "portezuelos"; abundan las geoformas debidas a la erosión y a otros factores geomorfológicos (volcánicos, glaciares, fluviales, tectónicos, etc.), y entre éstas pueden incluirse a los cauces estrechos y muy acantilados de algunos ríos los cuales reciben los nombres de "cajones" (si son de moderadas dimensiones) o "cañones" (si son mayores), también son abundantes las cuevas, grutas y "aleros". En ciertos puntos existen planicies que separan a las montañas; si su suelo está cubierto principalmente por lodo reseco tales planicies reciben el nombre de "barreales" (muchas veces en la parte más deprimida de estos campos o cuencas existen salares) o "llanos"; si las planicies son elevadas y no demasiado extensas reciben el nombre de "pampas".
El nombre de sierras Pampeanas puede dar lugar a equívocos y hacer suponer que designa a cualquier serranía que emergiere en medio de la pampa. No son parte de las sierras Pampeanas las Mahuidas y otras serranías de la provincia de La Pampa (como las de Lihué Calel) ni las sierras bonaerenses como las de Tandil (o la Tandilia toda, incluyendo a la sierra de los Padres, las sierras de Balcarce y las sierras de Olavarría).

## Principales áreas
La región de las Sierras Pampeanas se subdivide en diversas subregiones o áreas muchas veces muy diferenciadas en su aspecto: de norte a sur:
- en Tucumán: Cumbres Calchaquíes, sierra del Aconquija;
- en Catamarca: Sierra de Belén, Sierra de Ambato, Sierra de Ancasti (o sierra del Alto), Sierra de Fiambalá, Sierra de Hualfín;
- en La Rioja: Sierra de Famatina, Sierra de Sañogasta, Sierra de Velasco, Sierra de los Llanos, Sierra de los Colorados, Sierra de las Minas, Sierra de Chepes, Sierra de Paganzo;
- en San Juan: Sierra de Valle Fértil, Sierra de la Huerta, Sierra de Guayaguas, Sierra de Pie de Palo;
- en Santiago del Estero: Sierra de Ambargasta, Sierra de Guasayán, Sierra de Sumampa;
- en San Luis: Sierra de las Quijadas, Sierra de Varela, sierra del Portezuelo, sierra del Alto Pencoso, sierra del Yulto, Sierras de San Luis, Sierra de Guayaguas, Sierra de Cantantal, sierra del Tala;
- en Córdoba: Sierras de Córdoba, incluyendo las Sierras de Comechingones (estas últimas son compartidas como linderas con San Luis).

### Relieve
La mayor parte de este conjunto de montañas y su región se elevó durante la era Terciaria, aunque las montañas más bajas de las Sierras de Córdoba, de San Luis y de las Quijadas son muy anteriores y por eso la erosión les ha quitado mucha altura ya que datan de la era Primaria aunque reactivadas durante los movimientos orogénicos de la era Terciaria.
Ha sido caracterizada como un sistema de orgías en bloque, limitadas por fallas inversas. En su estructura se hallan en su mayor parte metamorfitas de grano grueso (gneises y migmatitas) de edad precámbrica, que posteriormente fueron intruidas por batolitos graníticos.

### Clima
La mayor parte de esta región serrana posee un clima templado y semiárido de sierras y campos, esto es un clima continental moderado con altas temperaturas en verano y primavera, y bajas temperaturas en invierno; sin embargo en las vertientes orientales de las montañas tucumanas y en las de Ancasti en Catamarca prospera un feroz bosque nuboso, nuboselva o nimbosilva merced al carácter perhúmedo (extremadamente húmedo) de la zona; gran parte de la zona que se encuentra dentro de las provincias de Córdoba y San Luis goza de un ameno clima muy semejante al mediterráneo con intensas lluvias veraniegas ("chaparrones") y nevadas invernales (como la registrada el 5 de septiembre de 2008 a pocos días del inicio de la primavera), en estas sierras de Córdoba y San Luis prosperan bosques densos de algarrobos, chañar, caranday y coníferas. Las temperaturas y precipitaciones varían según la altitud, la latitud y la orientación de las sierras, y se registran 200 mm anuales. Los registros de temperaturas medias anuales varían entre 12 °C y 18 °C. Las mayores precipitaciones se producen en las laderas que enfrentan a los vientos del este, en donde se condensa la humedad de tales vientos provenientes del océano Atlántico.

## Recursos hídricos
Los ríos de las Sierras Pampeanas se caracterizan por ser cortos y de régimen torrencial.
El noroeste tiene una hidrografía muy pobre y los ríos son de poco caudal. Los de recorridos más importantes se encuentran en la provincia de Córdoba. El río Tercero, por ejemplo, favorece la actividad económica de la provincia porque su caudal es utilizado para la energía eléctrica o el riego; nace en la Pampa de Achala y después de largo trayecto desemboca en el Paraná con el nombre de Carcarañá.
El agua dulce es un recurso muy valorado ya que escasea en la mayor parte de esta región. En la franja situada a lo largo del frente montañoso, se instalan pueblos, debido a que allí existen aguas subterráneas.
Existen ríos cortos y torrentosos así como gran cantidad de arroyos y arroyuelos que llevan escasos caudales, con crecidas breves y violentas originadas por las lluvias de verano. Estos ríos se aprovechan para la producción de energía hidroeléctrica la cual es generada en bellos lagos-embalses.
Configuran un área endorreica, con excepción del río Tercero que alcanza al río Paraná con el nombre de Carcarañá. El río Cuarto, en los años lluviosos, logra incorporarse al Tercero.
De todos los ríos originados en las Sierras Pampeanas, el Salí también llamado en otros tramos Hondo o Dulce es el de mayor longitud y caudal. Se forma de la unión de los ríos Tala y Zárate, en la provincia de Tucumán, donde es embalsado en el dique El Cadillal. Las intensas precipitaciones que caen sobre la ladera oriental del Aconquija generan números cursos de agua que ingresan al colector llamado Salí, en la provincia de Tucumán por la margen derecha. Ellos son los ríos Vipos, Lules, Colorado, Seco, Balderrama, Gastona, Chico y Marapa; este último es embalsado en el dique Escaba, en Tucumán. El embalse de río Hondo, ubicado aguas abajo del ingreso del Salí en la provincia de Santiago del Estero, recoge las aguas del Salí y sus afluentes meridionales. A partir de allí toma el nombre de río Dulce, y ya no recibe afluentes importantes; atraviesa diagonalmente a la provincia de Santiago del Estero y, con el nombre de Dulce y luego Petri alcanza a la laguna de Mar Chiquita en la provincia de Córdoba.
El Saladillo, que es un brazo del Dulce sólo activo en temporadas de lluvias excepcionales, pasa por el extremo norte de las salinas de Ambargasta cargándose de sales, que son las causantes de la salinización de la laguna de Mar Chiquita.
Otros casos son el río del Valle y su afluente el Paclín, intensamente utilizados para riego en la provincia de Catamarca; el Belén, tributario del salar de Pipanaco; el río de los Sauces, en la provincia argentina de La Rioja y el Conlara, en el noreste de la provincia de San Luis.
En las Sierras de Córdoba, favorecidas por precipitaciones de regular magnitud, nacen los ríos Primero, que recorre el valle de Punilla y es embalsado en el dique San Roque, y Segundo, que baja del sector más elevado de las sierras Grandes, con el cual se forma el embalse de Los Molinos. Ambos son afluentes de la laguna de Mar Chiquita.

## Flora
Está constituida entre otras especies por monte de algarrobo blanco, algarrobo negro, chañar, jarilla, mistol, piquillín, tala, brea, alpataco, tabaquillo y espinillo, que paulatinamente se transforma, en altura, en un bosque serrano de diferentes especies, según la disponibilidad de las aguas.
Así en las zonas más áridas (que se corresponden a la franja más cercana a los Andes) crecen cactáceas como los gigantes cardones o los medianos quimiles y diversos arbustos coriáceos, achaparrados y espinosos (chilca, tola, etc.).
En cambio, en la zona de yungas la vegetación es seperverente y densa con gran variedad de especies arbóreas, entre las que se destacan coníferas autóctonas como el pino del cerro, el aliso tucumano, caducifolias como el nogal tucumano, el tarco (o jacarandá), la tipa, el cebil, el zapallo caspi, el molle, el horco molle, el quebracho, el pacará, el aromo, etc., así como gran cantidad de plantas florales entre las que se destacan orquídeas, jazmines y bromelias.
Las Sierras de Córdoba y las de San Luis presentan una vegetación abundante en sus sectores orientales destacándose los algarrobos y chañares a los cuales se suman los "cocos" (nombre local de la palma caranday), itín, garabato, sombra de toro,  Molle de beber, Cocucho, siendo típicos de las riberas los sauces criollos; en las Sierras de Córdoba se han aclimatado perfectamente (en algunos casos desde hace cuatrocientos años) olivos, vides, durazneros, perales, damascos, higueras, membrillos, limoneros, cipreses, cedros, pinos ponderosa, eucaliptos, álamos, robles, encinas, sauces llorones, etc. Por otra parte en las Sierras de Córdoba y San Luis abundan los arbustos y las hierbas medicinales: peperina, poleo, bira bira, campanilla, panadero, carqueja, boldo, llantén, canchalagua (particularmente la especie Schkuhria pinnata), hierba de la piedra, uva ursi, manzanilla, malva, tilo, pasionaria, etc.

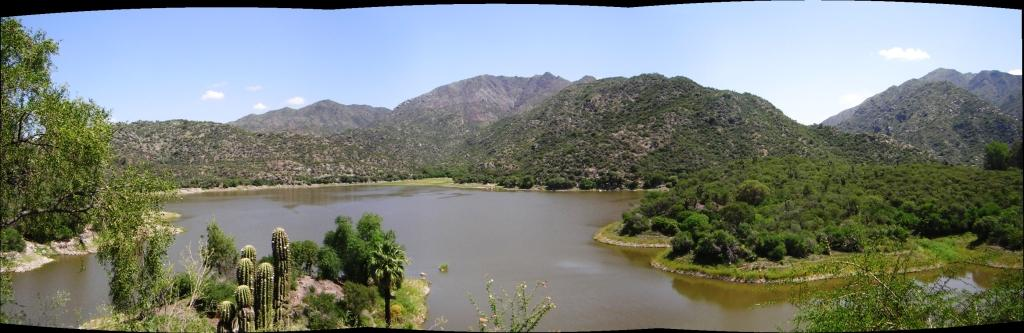
Vista a las serranías de Valle Fértil en la provincia de San Juan.

En las zonas áridas, como las del centro y oeste de La Rioja y Catamarca prosperan vides en oasis de riego e importantes plantaciones de olivos (ambas especies precitadas desde el siglo XVII), dátiles (traídos por los inmigrantes libaneses y sirios a inicios del siglo XX), granados, aloe y jojoba.
Es de hacer notar que gran parte de las zonas que actualmente se observan yermas lo son debido a la desertificación, en especial a la deforestación o tala ("desmonte") irracional de explotación extractiva sin reposición o al sobrepastoreo caprino y ovino o a los incendios debidos a la intención de ampliar las áreas de pastura o el mal manejo del recurso hídrico, tal efecto desertificante ha sido particularmente dramático (e in crescendo) a todo lo largo del siglo XX y aún persiste ya transcurrida la primera década del siglo XXI.

## Fauna
La fauna es muy variada, algunas especies, como la boa de las vizcacheras que está en peligro de extinción. Entre los animales autóctonos están: en el extremo norte se encuentran la taruca, algunos ejemplares de yaguar (jaguar, yaguareté, tigre americano), el puma, el cóndor, el pecarí (o "chancho de monte"), la vizcacha, el conejo de los palos, la comadreja, la marmosa, el zorro de las pampas, los loros barranqueros, halcones peregrinos entre muchas otras especies. En las zonas del noroeste de esta región hay menos animales por la escasez de agua, es el hábitat de vicuñas, guanacos, chinchillas y gatos andinos, y en las zonas en el suroeste de esta región se encuentra una gran zona más poblada y con más variedad de animales y vegetales.

## Economía

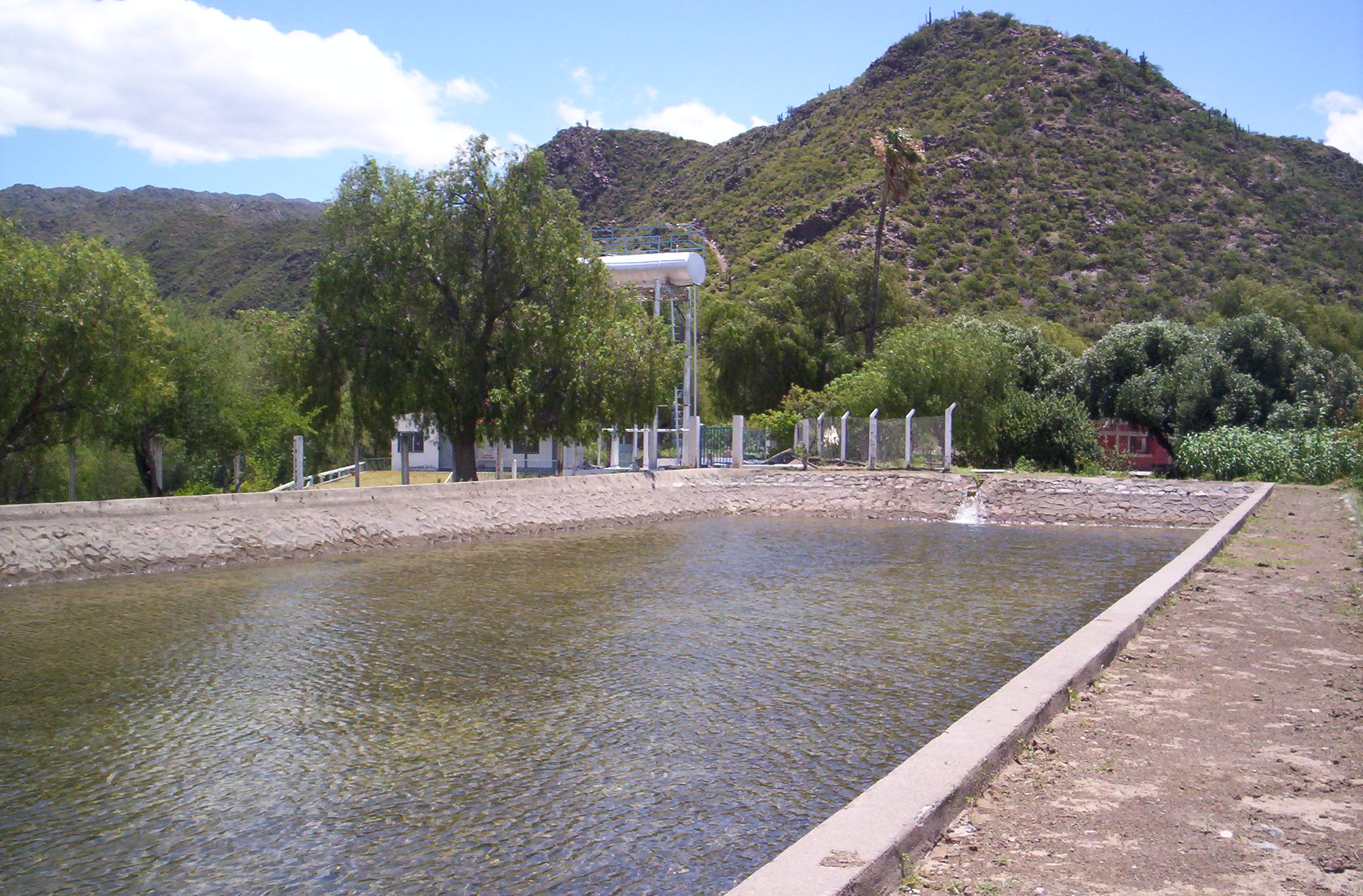
Reservorio de agua en Chucuma, al fondo Sierras del Departamento Valle Fértil, provincia de San Juan.

Quitando los valles y faldeos más orientales (notorios en  Córdoba y en parte de la provincia de San Luis) donde las precipitaciones pluvionivales superan la isohieta de los 500 mm/año de un modo bastante regularmente repartido anualmente el resto de la región, de un modo similar al Cuyo, los centros agrícolas y también ganaderos se ubican en oasis de riego, principalmente en las zonas llamadas bolsones (valles en forma de cuencas relativamente bajas rodeadas de sierras o cordilleras de mediana a elevada altitud).
Los oasis de riego agrícola-ganaderos concentran la actividad económica básica de la región. La producción de papa, vid, olivo, hortalizas, frutales, ajíes, leche, carne bovina y caprina que se obtiene, se destina especialmente para el consumo local. Se practica la apicultura artesanalmente, produciéndose más núcleos de abejas que producen miel. Sólo en aquellos oasis donde la abundancia de agua es mayor, la producción es enviada al mercado nacional. La explotación de las salinas es un recurso económico para los vecinos de la zona, ocupados de la industrialización de la sal. Las Salinas Grandes (Centro de Argentina) son, junto a sus inmediatas anexas, las mayores del país, abarcando 8400 km² de extensión siendo con esto una de las mayores zonas de salares del planeta Tierra; la zona de salares debido a su albedo y su casi correspondiente heliofania una zona de baja presión atmosférica con un "microclima" de precipitaciones y de amplitudes térmicas típicamente continentales.
Ciertas zonas se destacan por la producción casi artesanal de vinos y aceite de oliva, así como por una gran variedad de quesillos (en especial de cabra), pastelitos criollos, arropes de tuna y chañar, panes caseros, empanadas, dulces (los más conocidos a nivel nacional son el dulce de batata y el dulce de membrillo) y licores.
Merced a sus clima y paisaje las Sierras Pampeanas resultan de gran atractivo turístico.
Desde fines de siglo XX esta región está siendo explotada por la minería a cielo abierto de oro, cobre y otros minerales, el caso más conocido es el de Bajo de la Alumbrera lo cual provoca fuertes polémicas entre los ambientalistas por el uso y posterior contaminación del recurso hídrico.